# Mosquée Qolsharif
La  mosquée Qolşärif (également appelée Qol Sharif, Kol Sharif, Qol Sherif, en tatar : Колшәриф мәчете ; en transcription française : Koul-Charif et Kul Sharif en anglais, en russe : мечеть Кул-Шариф) est un édifice religieux du kremlin de la ville de Kazan en Russie. Au moment de sa construction, elle était réputée pour être la plus grande mosquée d'Europe derrière celle d'Istanbul,.

## Histoire
À l'origine, une première mosquée est construite à l'intérieur de l'enceinte du kremlin de Kazan au XVIe siècle. La mosquée porte le nom de Qolsarif, homme d'État et imam ayant exercé au khanat de Kazan. Qolsharif y meurt avec ses nombreux élèves, en défendant Kazan de l'attaque russe en 1552. Il est supposé que le bâtiment avait des minarets, à la fois sous la forme de coupoles et de tentes de conception traditionnelle du khanat bulgare de la Volga, bien que des éléments du début de la Renaissance et de l'architecture ottomane aient pu également être utilisés. En 1552, la mosquée est détruite par Ivan le Terrible, au cours du siège de Kazan.
Des chercheurs tatars spéculent quant à savoir si certains éléments de l'ancienne mosquée Qolsharif seraient présents dans la cathédrale Saint-Basile-le-Bienheureux de Moscou qui comprend huit tours et une coupole centrale, non typiques de l'architecture russe.

## La nouvelle mosquée
Depuis 1996, la nouvelle mosquée est construite dans l'enceinte du Kremlin de Kazan, avec un aspect résolument moderne. Son inauguration, le 24 juillet 2005, a marqué le début des célébrations dédiées au millénaire de Kazan. La mosquée peut accueillir 6 000 fidèles. Plusieurs pays ont contribué à la construction de la mosquée Qolsharif, notamment l'Arabie saoudite et les Émirats arabes unis. Qolsharif est considérée comme l'un des symboles les plus importants des aspirations tatares.
De nos jours, la mosquée sert principalement de musée de l'Islam. Toutefois, au cours des grandes célébrations musulmanes, des milliers de personnes s'y rassemblent pour prier.
Le complexe Qolsharif a été imaginé  comme un élément important du paysage architectural de Kazan. Outre la construction de la mosquée principale, il comprend une bibliothèque, une maison d'édition et le bureau de l'Imam.